# Isarrun
Der Isarrun (2004 unter dem Namen Isarlauf veranstaltet) ist nach dem Vorbild des Spreelaufs ein Landschaftslauf. Der Etappen-Ultramarathon führt ca. 330 Kilometer  auf Rad- und Wanderwegen entlang der Isar.
Die Idee, einen Landschaftslauf in seiner Heimat auszurichten, hatte Organisator Ulrich Welzel nachdem er beim Spreelauf 2000 erfolgreich teilgenommen hatte und einige Anregungen in der Organisation – auch beim Transeuropalauf 2003 – sammeln konnte. Der Isarlauf ist nach dem Deutschlandlauf und dem Spreelauf der dritte Etappenlauf in Deutschland und Ulrich Welzel neben Ingo Schulze der zweite etablierte Organisator von Ultramarathons dieser Art.
2007 fand der „Isarrun“ zum vorerst letzten Mal statt. Nach dem Vorbild der Veranstaltung wurde im Sommer 2008 erstmals der „Baltic-Run“ ausgerichtet. Dabei handelt es sich ebenfalls um einen fünftägigen Landschaftslauf. Gestartet wurde auf dem Alexanderplatz in Berlin, Zielort war Karlshagen auf Usedom.

## Isarlauf 2004
- 17. Mai bis 21. Mai 2004
- 327 km von der Quelle zur Mündung
- 46 Teilnehmer (39 Männer, 7 Frauen)
- 40 Teilnehmer (34 Männer, 6 Frauen) erreichten das Ziel:

- Sieger Robert Wimmer 27 Stunden 45 Minuten 5 Sekunden
- Siegerin Ute Wollenberg in 33 Stunden 51 Minuten 20 Sekunden

## Isarrun 2005
- 16. Mai bis 20. Mai 2005
- 338 km von der Mündung zur Quelle
- 56 Teilnehmer (48 Männer, 8 Frauen)
- 43 Teilnehmer (37 Männer, 6 Frauen) erreichten das Ziel:

- Sieger Rene Strosny 27 Stunden 30 Minuten 42 Sekunden
- Siegerin Carmen Hildebrand in 32 Stunden 4 Minuten 55 Sekunden

## Isarrun 2006
- 15. Mai bis 19. Mai 2006
- 333 km von der Mündung zur Quelle
- 56 Teilnehmer (49 Männer, 7 Frauen)
- 43 Teilnehmer (37 Männer, 6 Frauen) erreichten das Ziel:

- Sieger Rene Strosny 26 Stunden 41 Minuten 42 Sekunden
- Siegerin Carmen Hildebrand in 30 Stunden 2 Minuten 13 Sekunden

## Isarrun 2007
- 14. Mai bis 18. Mai 2007
- 333 km von der Mündung zur Quelle
- 53 Teilnehmer (46 Männer, 7 Frauen)
- 45 Teilnehmer (40 Männer, 5 Frauen) erreichten das Ziel:

- Sieger Jan Nabuurs (Niederlande) 28 Stunden 10 Minuten 18 Sekunden
- Siegerin Carmen Hildebrand in 29 Stunden 3 Minuten 57 Sekunden